# Nguyễn Phúc (phường)
Nguyễn Phúc là một phường thuộc thành phố Yên Bái, tỉnh Yên Bái, Việt Nam.

## Địa lý
Phường Nguyễn Phúc có vị trí địa lý:
- Phía đông giáp phường Nguyễn Thái Học
- Phía tây giáp Sông Hồng
- Phía nam giáp phường Hồng Hà
- Phía bắc giáp phường Nam Cường và xã Tuy Lộc.

Phường Nguyễn Phúc có diện tích 1,39 km², dân số năm 2019 là 6.701 người, mật độ dân số đạt 4.821 người/km².

## Lịch sử
Phường Nguyễn Phúc được thành lập vào ngày 6 tháng 6 năm 1988 theo Quyết định số 101-HĐBT của Hội đồng Bộ trưởng trên cơ sở một phần diện tích và dân số của phường Hồng Hà. Sau khi thành lập, phường 30 tổ dân phố (từ tổ 1 đến tổ 30) và 7.020 nhân khẩu.
Phường được đặt theo tên của nhà cách mạng Nguyễn Văn Phúc (1903–1946).
Ngày 11 tháng 1 năm 2002, Thủ tướng Chính phủ ra Nghị định số 05/2002/NĐ-CP về việc thành lập thành phố Yên Bái thuộc tỉnh Yên Bái. Phường Nguyễn Phúc trực thuộc thành phố Yên Bái.